# Шульга Василь Антонович
Василь Антонович Шульга (справжнє прізвище — Чуйко Василь Антонович, нар. ?, Україна — пом. ?, Мюнхен, ФРН) — український журналіст, критик, редактор.
У 30-х роках працював у редакції журналу «Красная новь» у Москві, був арештований і засланий на Далекий Схід, звільнений із заслання у Другій світовій війні, повернувся за часів німецької окупації в Україну.
З 1943 року в Німеччині, 1948—1949 рр. головний редактор відновленого «Літературно-Наукового Вісника», з 1950 р. до смерті — коментатор радіо «Визволення» (згодом радіо «Свобода») в Мюнхені.